# Bañado de Ovanta
Bañado de Ovanta est une ville de la province de Catamarca et le chef-lieu du département de Santa Rosa en Argentine. Elle est située sur la route nationale 64.